# A. Reich
Die A. Reich GmbH ist ein Spediteur- und Busunternehmen, mit Sitz in Jüterbog.

## Geschichte
Das Unternehmen wurde am 1. Juni 1990 von Arno Reich gegründet. Am Anfang wurden nur Kranken- und Reisefahrten durchgeführt. Seit 2009 führt die A. Reich auch Linien-, Schüler- und LKW-Verkehr durch. Außerdem ist die A. Reich seit Oktober 2010 zugelassener Träger für die Förderung der beruflichen Weiterbildung gemäß Anerkennungs- und Zulassungsverordnung Weiterbildung.

## Betriebsbereiche

### Linienverkehr
Reich betreibt innerhalb des Verkehrsverbundes Berlin-Brandenburg die ÖPNV-Buslinie 549 (Jüterbog-Treuenbrietzen-Jüterbog).

### Sonstiger Busverkehr
Neben dem Linienverkehr wird regelmäßiger Schülerverkehr durchgeführt.
Das Unternehmen bietet Busreisen mit eigenen Bussen an sowie Auftragsfahrten für Reise- und Schülergruppen.
Teilweise führt die A. Reich auch Krankenfahren in und um Jüterbog durch.

### LKW-Verkehr
A. Reich ist auch als Spediteur tätig. Durchgeführt werden Schütt- und Stückguttransporte mit 30 LKW, Sattelkippern, Hängerzügen sowie Futtermitteltransporte.

### Fahrschule
Zum Unternehmen gehört eine Fahrschule, die nach AZWV zertifiziert ist und Berufskraftfahrer-Qualifikation und Weiterbildung durchführt.
Ausgebildet werden die Führerscheine Klasse A+B.

## Fuhrpark

### Linien- und sonstiger Busverkehr
Der Busfuhrpark der A. Reich besteht aus:
- Mercedes-Benz 515 CDI (Sprinter)
- Volkswagen Transporter
- MAN A78 Lion’s City LE
- MAN NÜ283 Lion’s City Ü
- Setra S313 UL
- Mercedes-Benz Tourismo

### LKW-Verkehr
Der LKW-Fuhrpark der A. Reich besteht aus:
- MAN HydroDrive
- Mercedes-Benz Antos